# Ерл Робінсон
Ерл Робінсон (англ. Earl Robinson; 11 березня 1907, Монреаль — 8 вересня 1986) — канадський хокеїст, що грав на позиції центрального нападника, крайнього нападника.

## Ігрова кар'єра
Професійну хокейну кар'єру розпочав 1928 року.
Протягом професійної клубної ігрової кар'єри, що тривала 13 років, захищав кольори команд «Монреаль Марунс», «Чикаго Блек Гокс» та «Монреаль Канадієнс».

## Нагороди та досягнення
- Володар Кубка Стенлі в складі «Монреаль Марунс» — 1935.

## Статистика НХЛ
| Сезон     | Клуб                 | Ліга   | Регулярний сезон | Регулярний сезон | Регулярний сезон | Регулярний сезон | Регулярний сезон | Плей-оф | Плей-оф | Плей-оф | Плей-оф | Плей-оф |
| Сезон     | Клуб                 | Ліга   | І                | Г                | П                | О                | ШХ               | І       | Г       | П       | О       | ШХ      |
| --------- | -------------------- | ------ | ---------------- | ---------------- | ---------------- | ---------------- | ---------------- | ------- | ------- | ------- | ------- | ------- |
| 1928–1929 | «Монреаль Марунс»    | НХЛ    | 33               | 2                | 1                | 3                | 2                | --      | --      | --      | --      | --      |
| 1929–1930 | «Монреаль Марунс»    | НХЛ    | 35               | 1                | 2                | 3                | 10               | 4       | 0       | 0       | 0       | 0       |
| 1931–1932 | «Монреаль Марунс»    | НХЛ    | 28               | 0                | 3                | 3                | 2                | --      | --      | --      | --      | --      |
| 1932–1933 | «Монреаль Марунс»    | НХЛ    | 43               | 15               | 9                | 24               | 6                | 2       | 0       | 0       | 0       | 0       |
| 1933–1934 | «Монреаль Марунс»    | НХЛ    | 47               | 12               | 16               | 28               | 14               | 4       | 2       | 0       | 2       | 0       |
| 1934–1935 | «Монреаль Марунс»    | НХЛ    | 47               | 17               | 18               | 35               | 23               | 7       | 2       | 2       | 4       | 0       |
| 1935–1936 | «Монреаль Марунс»    | НХЛ    | 40               | 6                | 14               | 20               | 27               | 3       | 0       | 0       | 0       | 0       |
| 1936–1937 | «Монреаль Марунс»    | НХЛ    | 48               | 16               | 18               | 34               | 19               | 5       | 1       | 2       | 3       | 0       |
| 1937–1938 | «Монреаль Марунс»    | НХЛ    | 38               | 4                | 7                | 11               | 13               | --      | --      | --      | --      | --      |
| 1938–1939 | «Чикаго Блек Гокс»   | НХЛ    | 47               | 9                | 6                | 15               | 13               | --      | --      | --      | --      | --      |
| 1939–1940 | «Монреаль Канадієнс» | НХЛ    | 11               | 1                | 4                | 5                | 4                | --      | --      | --      | --      | --      |
| Усього    | Усього               | Усього | 417              | 83               | 98               | 181              | 133              | 25      | 5       | 4       | 9       | 0       |